# Tomatyna
Tomatyna – organiczny związek chemiczny, steroidowy alkaloid o właściwościach przeciwgrzybiczych i przeciwbakteryjnych, występujący w ekstrakcie liści dzikich roślin pomidora.
Jest toksyczna dla pasożytów i szkodników pomidorów. Ma właściwości przeciwdrobnoustrojowe i pestycydowe. W temperaturze pokojowej jest to białe krystaliczne ciało stałe.